# Рочфорд, Эдмунд Бёрк
Эдмунд Бёрк Рочфорд (англ. Edmund Burke Rochford Jr.; род. 1949) — американский социолог религии, профессор религии и заведующий кафедрой социологии и антропологии в Миддлбери-колледже в Вермонте. Специализируется на изучении современных религиозных течений в США, в особенности Международного общества сознания Кришны (ИСККОН).

## Биография
Окончил Калифорнийский университет в Лос-Анджелесе, где получил учёные степени бакалавра и магистра социологии. В 1982 году в том же университете защитил докторскую диссертацию на тему A study of recruitment and transformation processes in the Hare Krishna movement («Исследование преобразований и процесса привлечения новых членов в Движении сознания Кришны»). В 1982—1986 годах преподавал на кафедре социологии в Университете Талсы в Оклахоме. С 1986 года — профессор религии в Миддлбери-колледже.
С конца 1970-х годов Рочфорд занимается изучением ИСККОН в США. Он является автором нескольких статей и двух монографий на эту тему: Hare Krishna in America (опубликована в 1985 году издательством Рутгерского университета) и Hare Krishna Transformed (опубликована в 2007 году издательством Нью-Йоркского университета). Hare Krishna Transformed посвящена теме развития семьи в ИСККОН и переменам, произошедшим в кришнаитских общинах в США в 1990-е — 2000-е годы.

## Отзывы
Религиовед Дэвид Бромли считает Рочфорда «самым выдающимся учёным, занимающимся изучением кришнаизма в Америке», а монографию Рочфорда Hare Krishna Transformed — «наиболее глубокой и познавательной книгой об организационном развитии Движения сознания Кришны».